# 塞纳朗 (上加龙省)
塞纳朗（法語：Sénarens）是法国上加龙省的一个市镇，属于米雷区（Muret）勒富瑟雷县（Le Fousseret）。该市镇总面积6.93平方公里，2009年时的人口为115人。

## 人口
塞纳朗人口变化图示